# Keep Calm and Carry On (album)
Keep Calm and Carry On è il settimo album discografico in studio del gruppo musicale alternative rock gallese Stereophonics, pubblicato nel novembre 2009.

## Tracce
Testi e musiche di Kelly Jones.
1. She's Alright – 3:27
2. Innocent – 3:41
3. Beerbottle – 3:54
4. Trouble – 3:04
5. Could You Be the One? – 3:52
6. I Got Your Number – 3:22
7. Uppercut – 4:16
8. Live 'n' Love – 3:45
9. 100mph – 4:15
10. Wonder – 3:44
11. Stuck in a Rut – 3:07
12. Show Me How – 4:42

## Gruppo
- Kelly Jones - voce, chitarra, tastiere
- Richard Jones - basso
- Adam Zindani - chitarra, cori
- Javier Weyler - batteria

## Classifiche
- Official Albums Chart - n. 11